# Omma altajense
Omma altajense is een keversoort uit de familie Ommatidae. De wetenschappelijke naam van de soort is voor het eerst geldig gepubliceerd in 1997 door Ponomarenko.